# Rayos de sol
Singles de Jose de Rico
Te fuiste
(2012) Noche de estrellas
(2012)
Rayos de sol (signifiant « Rayons de soleil ») est une chanson du DJ et compositeur espagnol Jose de Rico en collaboration avec le chanteur de république dominicaine Henry Mendez. Le single succède au succès de Te fuiste (2012). Rayos de sol devient un des tubes de l'été en Europe. Le single se classe dans le top 5 en Espagne et en France.

## Liste des pistes
1. Rayos de sol - (Original Mix)
2. Rayos de sol - (Extended Version)

## Classement par pays
| Classement (2012)                       | Meilleure position |
| --------------------------------------- | ------------------ |
| Autriche (Ö3 Austria Top 40 Charts)     | 11                 |
| Belgique (Flandre Ultratop 50 Singles)  | 10                 |
| Belgique (Wallonie Ultratop 50 Singles) | 16                 |
| Espagne (PROMUSICAE)                    | 2                  |
| France (SNEP)                           | 4                  |
| France (Club 40)                        | 3                  |
| France (Airplay)                        | 3                  |
| Suisse (Schweizer Hitparade)            | 8                  |

### Certifications
| Pays    | Organisme  | Certification | Vente  |
| ------- | ---------- | ------------- | ------ |
| Espagne | PROMUSICAE | Or            | 20 000 |
| Suisse  | IFPI       | Or            | 15 000 |